# Adam Vinatieri
(en) Statistiques sur pro-football-reference
Adam Matthew Vinatieri (né le 28 décembre 1972 à Yankton) est joueur de football américain retraité qui a joué au poste de kicker dans la NFL pendant 24 saisons pour les Patriots de la Nouvelle-Angleterre et les Colts d'Indianapolis.
Considéré comme un des plus grands kickers de l'histoire de la ligue, il est le joueur ayant le plus marqué de points de l'histoire avec 2,673 points. Il détient aussi les records pour le plus de tirs réussis (599), le plus de points en playoffs (238) et le plus de tirs réussis en prolongation (12).
Vinatieri a rejoint les Patriots en tant qu'agent libre en 1996, où il joua 10 saisons, puis fut membre des Colts pendant 14 saisons. Il a gagné 4 éditions du Super Bowl — 3 avec les Patriots (XXXVI, XXXVIII, XXXIX) et 1 avec les Colts (XLI) — il est à ce titre le kicker le plus titré. Il est aussi le seul joueur à avoir marqué plus de 1 000 points pour deux franchises différentes. Retiré des terrains en 2021 après une année comme joueur autonome, Vinatieri était le dernier joueur actif dont la carrière avait commencé dans les années 1990.
Il annonce prendre sa retraite du football américain professionnel sur le Pat McAfee Show, animé par son ancien coéquipier chez les Colts, Pat McAfee le 21 mai 2021.

## Statistiques
| Année  | Équipe   | MJ     |        | Field goals | Field goals | Field goals | Field goals |         | Extra Points | Extra Points | Extra Points |      | Punt | Punt | Punt |
| Année  | Équipe   | MJ     | Tentés | Réussis     | %           | Long        | Tentés      | Réussis | %            | Tentés       | Yards        | Moy. |      |      |      |
| 1996   | Patriots | 16     | 35     | 27          | 77,1        | 50          | 42          | 39      | 92,9         | 1            | 27           | 27   |      |      |      |
| 1997   | Patriots | 16     | 29     | 25          | 86,2        | 52          | 40          | 40      | 100          |              |              |      |      |      |      |
| 1998   | Patriots | 16     | 39     | 31          | 79,5        | 55          | 32          | 32      | 100          |              |              |      |      |      |      |
| 1999   | Patriots | 16     | 33     | 26          | 78,8        | 51          | 30          | 29      | 96,7         |              |              |      |      |      |      |
| 2000   | Patriots | 16     | 33     | 27          | 81,8        | 53          | 25          | 25      | 100          |              |              |      |      |      |      |
| 2001   | Patriots | 16     | 30     | 24          | 80          | 54          | 42          | 41      | 97,6         | 1            | 33           | 33   |      |      |      |
| 2002   | Patriots | 16     | 30     | 27          | 90          | 57          | 36          | 36      | 100          |              |              |      |      |      |      |
| 2003   | Patriots | 16     | 34     | 25          | 73,5        | 48          | 38          | 37      | 97,4         |              |              |      |      |      |      |
| 2004   | Patriots | 16     | 33     | 31          | 93,9        | 48          | 48          | 48      | 100          |              |              |      |      |      |      |
| 2005   | Patriots | 16     | 25     | 20          | 80          | 49          | 41          | 40      | 97,6         |              |              |      |      |      |      |
| 2006   | Colts    | 13     | 28     | 25          | 89,3        | 48          | 38          | 38      | 100          |              |              |      |      |      |      |
| 2007   | Colts    | 16     | 29     | 23          | 79,3        | 39          | 51          | 49      | 96,1         |              |              |      |      |      |      |
| 2008   | Colts    | 16     | 25     | 20          | 80          | 52          | 43          | 43      | 100          |              |              |      |      |      |      |
| 2009   | Colts    | 6      | 9      | 7           | 77,8        | 48          | 18          | 17      | 94,4         |              |              |      |      |      |      |
| 2010   | Colts    | 16     | 28     | 26          | 92,9        | 48          | 51          | 51      | 100          |              |              |      |      |      |      |
| 2011   | Colts    | 16     | 27     | 23          | 85,2        | 53          | 24          | 24      | 100          |              |              |      |      |      |      |
| 2012   | Colts    | 16     | 33     | 26          | 78,8        | 53          | 37          | 37      | 100          |              |              |      |      |      |      |
| 2013   | Colts    | 15     | 40     | 35          | 87,5        | 52          | 34          | 34      | 100          |              |              |      |      |      |      |
| 2014   | Colts    | 16     | 31     | 30          | 96,8        | 53          | 50          | 50      | 100          |              |              |      |      |      |      |
| 2015   | Colts    | 16     | 27     | 25          | 92,6        | 55          | 35          | 32      | 91,4         |              |              |      |      |      |      |
| 2016   | Colts    | 16     | 31     | 27          | 87,1        | 54          | 44          | 44      | 100          |              |              |      |      |      |      |
| 2017   | Colts    | 15     | 34     | 29          | 85,3        | 54          | 24          | 22      | 91,7         |              |              |      |      |      |      |
| 2018   | Colts    | 16     | 27     | 23          | 85,2        | 54          | 47          | 44      | 93,6         |              |              |      |      |      |      |
| 2019   | Colts    | 12     | 25     | 17          | 68,0        | 49          | 28          | 22      | 78,6         |              |              |      |      |      |      |
| Totaux | Totaux   | Totaux | 715    | 599         | 83,8        | 57          | 898         | 874     | 97,3         | 2            | 60           | 30   |      |      |      |

## Récompenses
- Sélectionné pour disputer le Pro Bowl en 2003 et 2004

## NFLPA
Depuis 2017, il fait partie du comité exécutif de la National Football League Players Association en compagnie de joueurs comme Sam Acho, Benjamin Watson, Lorenzo Alexander, Mark Herzlich, Richard Sherman, Michael Thomas, Thomas Morstead, Russell Okung et Zak DeOssie.